# Karbala (muhafaza)
Karbala (arab. كربلاء) – jedna z 18 prowincji Iraku. Znajduje się w centralnej części kraju. Stolicą prowincji jest miasto Karbala.